# Charles Jacmart
Charles Jacmart (Fumay, 1773 - Sint-Joost-ten-Node, 11 oktober 1849) was een Belgisch arts, hoogleraar en rector magnificus aan de Rijksuniversiteit Leuven, alsook hoogleraar aan de ULB.

## Levensloop
In 1807 was hij ambulancier tijdens de Slag bij Eylau.
In 1813 trouwde hij in Parijs met Stephanie Bauchau (Namen, 1788 - Brussel, 26 december 1863).
Jacmart studeerde aan de Universiteit Leuven en promoveerde tot licentiaat in de Artes in 1791 en tot licentiaat in de geneeskunde in 1794. In 1811 promoveerde hij tot licentiaat in de wetenschappen en tot doctor in de geneeskunde aan de Universiteit van Parijs.
Zijn academische carrière behelsde:
- 1798-1803: professeur d'Histoire Naturelle aan de Centrale school van Samber-en-Maas in Namen.
- 1803-1813: hoogleraar hogere wiskunde aan de universiteit van Mainz.
- 1816: bij koninklijk besluit van 23 september 1817, benoemd tot hoogleraar aan de faculteit geneeskunde aan de Rijksuniversiteit Leuven. Hij doceerde er wetsgeneeskunde, diëtetiek, chirurgie, algemene en bijzondere therapie.
- 1819-1820, secretaris van de Rijksuniversiteit Leuven.
- 1822-1823, 1830-1831 en 1831-1832, rector magnificus van de Rijksuniversiteit Leuven.
- 1838-1845: hoogleraar aan de faculteit geneeskunde van de Vrije Universiteit Brussel. Hij doceerde er wetsgeneeskunde en geschiedenis van de geneeskunde.

## Publicaties
Jacmart publiceerde verschillende wetenschappelijke werken.